# F-X
F-Xまたは、FX（えふえっくす）は、"Fighter-eXperimental"の略称で、次期戦闘機を指す。"Fighter-eXperimental"にさらに単語を加えて、3文字以上で1つの略語を作ることもある（例：TFX）。計画・概念を指すことが多いが、選定後から導入までの間、選定された特定の機種を指して使用されることもある。

## 韓国空軍のF-X
韓国空軍では、F-4 ファントムII（F-4DとF-4Eの一部）の後継として、アメリカ合衆国のF-15K スラムイーグル（F-15E ストライクイーグルを韓国の要求に合わせたもの）、フランスのラファール、ロシアのSu-35 フランカーE1、欧州のタイフーンと共に提案されており、韓国空軍は2002年3月に最終選考に残ったラファールとの比較の結果、F-15Kを採用すると発表した。この発表の直後に一部市民団体が、ラファールが機種評価でより高い点数をとったにもかかわらず脱落したことから、「アメリカ政府より圧力を受けたのではないか」と主張している。
また、第4.5世代ジェット戦闘機については、KF-21を参照。